# Montégut-Arros
Montégut-Arros (en occitano, Montegut Arròs) es una comuna francesa situada en el departamento de Gers, en la región de Occitania.

## Demografía
| 333 | 340 | 335 | 350 | 328 | 286 | 281 |
| Para los censos de 1962 a 1999 la población legal corresponde a la población sin duplicidades (Fuente: INSEE [Consultar]) |     |     |     |     |     |     |